# アーデルグンデ・フォン・バイエルン (1823-1914)
アーデルグンデ・フォン・バイエルン（ドイツ語：Adelgunde von Bayern, 1823年3月19日 - 1914年10月28日）は、バイエルン王国の王族。全名はアーデルグンデ・アウグステ・シャルロッテ・カロリーネ・エリーザベト・アマーリエ・マリー・ゾフィー・ルイーゼ（Adelgunde Auguste Charlotte Caroline Elisabeth Amalie Marie Sophie Luise）。バイエルン王ルートヴィヒ1世の三女で、モデナ公フランチェスコ5世の妃となった。イタリア語名はアデルゴンダ・ディ・バヴィエーラ（Adelgonda di Baviera）。

## 生涯
1823年3月19日、ルートヴィヒ1世（当時王太子）とその妃であったザクセン＝ヒルトブルクハウゼン公フリードリヒの娘テレーゼの間に第6子としてヴュルツブルクで生まれた。
1842年3月30日にミュンヘンでモデナ公子フランチェスコ（オーストリア＝エステ大公フランツ）と結婚し、1846年に夫が即位したことによりモデナ公妃となった。1859年、イタリア統一を目指すサルデーニャ王ヴィットーリオ・エマヌエーレ2世によってモデナ公国が併合されるとフランチェスコ5世とともにウィーンへ亡命し、フランチェスコ5世の歿後はミュンヘンに戻った。
1914年10月28日、ミュンヘンで死去した。遺骨はウィーンのカプツィーナー教会にある皇帝納骨所（カイザーグルフト）に収められている。

## 子女
夫であるフランチェスコ5世との間には以下の一女をもうけた。
- アンナ・ベアトリーチェ・テレジア・マリア （1848年 - 1849年）